# Frederick Forsyth
Frederick Forsyth (25. srpna 1938, Ashford, Kent, Spojené království – 9. června 2025) byl britský spisovatel a novinář, který je znám jako autor světových politických bestsellerů. Řadu let pracoval jako agent MI6.

## Život
Frederick Forsyth se narodil v Ashfordu v hrabství Kent. Jako sedmnáctiletý zanechal studia a okouzlen toreadorským řemeslem odešel do Španělska. Zde studoval na univerzitě v Granadě. O dva roky později se stal nejmladším pilotem Britského královského letectva. Poté pracoval jako korespondent pro agenturu Reuters ve Východním Berlíně a v Paříži a jako reportér BBC v Africe. Jako důsledek příliš kritického postoje okolo krize v Biafře jej propustili z práce. Do Londýna se vrátil úplně bez peněz a právě finanční tíseň ho přivedla ke psaní. Velký úspěch zaznamenal už jeho první román Den pro Šakala o fiktivním atentátu na Charlese de Gaulla, který byl později i zfilmován.

## Literární styl
Často se o něm hovoří jako o panu vypravěči. Je pověstný svou pečlivostí s jakou sbírá informace pro své romány, které často vychází ze skutečných událostí. Detailně popisuje jednání svých hrdinů, ale i historických postav jakož i četné skutečnosti politického pozadí událostí. Stejnou pozornost věnuje technickým parametrům zbraní, letadel či tanků. Podrobná popisnost jde často na úkor podrobnějšího psychologického vykreslení postav.
Autorovi je proto rovněž přičítána metoda žurnalistického psaní zpravodajství, použitého na beletrii.
Svět jeho knih je prostředí, kde vyhrává jen nejsilnější. Rozhodně nelze vždy počítat s happy-endem a autor často překvapí své čtenáře náhlými zvraty. Zejména knihy z pozdějšího období jsou psány s velkým spádem děje.
Tématem jeho knih je často svět tajných služeb, především těch z Velké Británie. Mezní situace vytrhávají čtenáře z jeho klišé osobní bezpečnosti. Konflikt není daleko, jeho potenci si každý nese v sobě, včetně morálních otázek s tím spojených.
Knihy autora pracují s předpokladem určitého obecného morálního kodexu západní civilizace. Dobro (byť ne nutně hlavní kladný hrdina) zpravidla uspěje, nebo aspoň zlo netriumfuje. I kladné postavy ovšem často nectí zákony nebo jimi pohrdají (lidská práva, soudní proces), neboť by jim bránily efektivně dojít ke svému cíli. Problém zneužití moci je demonstrován především na záporných postavách. Na půdě beletrie uvedené metody zlepšují čtivost, současně jsou ale i mezí realističnosti.

## Dílo
Den pro Šakala (The Day of the Jackal) z r. 1971. Pojednává o profesionálním nájemném vrahovi s krycím jménem Šakal, který má provést atentát na francouzského prezidenta Charlese de Gaulla. Příběh byl zfilmován (včetně promítání v ČSSR již za socialismu) i vydán v Odeonu již r. 1975, pročež se jedná o zřejmě nejznámější dílo autora v Česku vůbec.
Vyjednavač (The Negotiator) z r. 1989. Pojednává o fiktivním únosu syna fiktivního prezidenta Spojených států na počátku devadesátých let. Únos má zabránit uvolňování vztahů k Sovětskému svazu, vedeného ještě Michailem Gorbačovem. Dílo nás provede mnoha zeměmi Evropy a na závěr i USA.
Boží pěst (The Fist of God) z r. 1994. Zákulisí vyzvědačů a odporu po obsazení Kuvajtu Irákem a následné války v zálivu (Gulf War) z perspektivy obsazeného Kuvajtu a později i Bagdádu. Použije Saddám chemické, bakteriologické nebo dokonce jaderné zbraně? Román popisuje i několik ústředních postav iráckého režimu a způsob udržování jejich moci, včetně metod drastického mučení. Vítězství znamená pro Raise (Saddám Husajn) možná něco jiného než pro Západ a dopomoci mu k němu má i jeho utajované superdělo z Projektu Babylon.
Afghánec (The Afghan) z r. 2006. Tajný agent infiltruje Al Kaidu a pracuje na překazení jejího velkého plánovaného útoku, osnovaného z pozadí samotným Usámou bin Ládinem. Mike Martin (již působil v Boží pěsti) musí projít Afghánistánem, Pákistánem i zeměmi Arábie.
Kobra (The Cobra) z r. 2010. Prezident USA (nejmenován, ale náznaky míněn Barack Obama) spouští tajnou akci s rozpočtem 2 miliardy dolarů, která má za cíl rozvrátit světový trh s kokainem. Paul Deveraux (Kobra), jako autor celého plánu, řídí tajnou operaci proti kokainovému kartelu. Tato operace je zpočátku úspěšná, ovšem jejímu úspěšnému dokončení zabrání politické rozhodnutí.